# Jaime Méndez
Jaime Nicolás Méndez Curutchet (Buenos Aires, 3 de octubre de 1973) es un abogado y político que desde 2016 se desempeña como intendente del partido de San Miguel, siendo miembro de la coalición Juntos por el Cambio. Asumió en reemplazo de su predecesor Joaquín de la Torre en agosto de 2016, siendo elegido en las elecciones de 2019 y reelegido en las elecciones de 2023.
Previamente se desempeñó como subsecretario de Gestión de Gobierno, secretario de Desarrollo Territorial, secretario de Obras Públicas y Coordinación Territorial y concejal en su partido. 

## Biografía

### Nacimiento y Estudios
Jaime Nicolás Méndez Curutchet nació el 3 de octubre de 1973 en la ciudad de Buenos Aires, viviendo casi toda su vida en las localidades de San Miguel y Bella Vista y obteniendo su título secundario en el Colegio Don Jaime, ubicado en esa última.
Es también en Bella Vista donde comenzaría a jugar rugby, formando parte del Club Regatas de Bella Vista, llegando a primera división y siendo dirigido por Joaquín de la Torre.
En 1996 se recibió de abogado en la Universidad Católica Argentina.

### Política
En el año 2009 comenzaría a trabajar para su conocido Joaquín de La Torre, por entonces intendente del partido, como asesor político. En el año 2010 sería nombrado subsecretario de Gestión de Gobierno. 
A partir del año 2011 sería nombrado secretario de Desarrollo Territorial y electo concejal por el oficialismo. Luego de ocupar el cargo de secretario de Obras Públicas y Coordinación Territorial volvería a ser electo, esta vez como primer concejal del partido, lo que le permitiría suceder al intendente en caso de que este dejara el cargo.
El 3 de agosto de 2016 el entonces intendente Joaquín de La Torre sería nombrado Ministro de Producción de la Provincia de Buenos Aires, tomándose licencia del cargo de intendente y llevando a Méndez a tomar su cargo como intendente.
Méndez sería electo como intendente en las elecciones de 2019, triunfando por sobre su competidor Franco La Porta (del Frente de Todos) con el 55% de los votos, siendo posteriormente reelecto en las elecciones de 2023 triunfando sobre Juan José Castro (de Unión por la Patria) con el 47,92% de los votos.